# San Pedro de Gaíllos
San Pedro de Gaíllos est une commune de la province de Ségovie dans la communauté autonome de Castille-et-León en Espagne.

## Sites et patrimoine

Église San Pedro
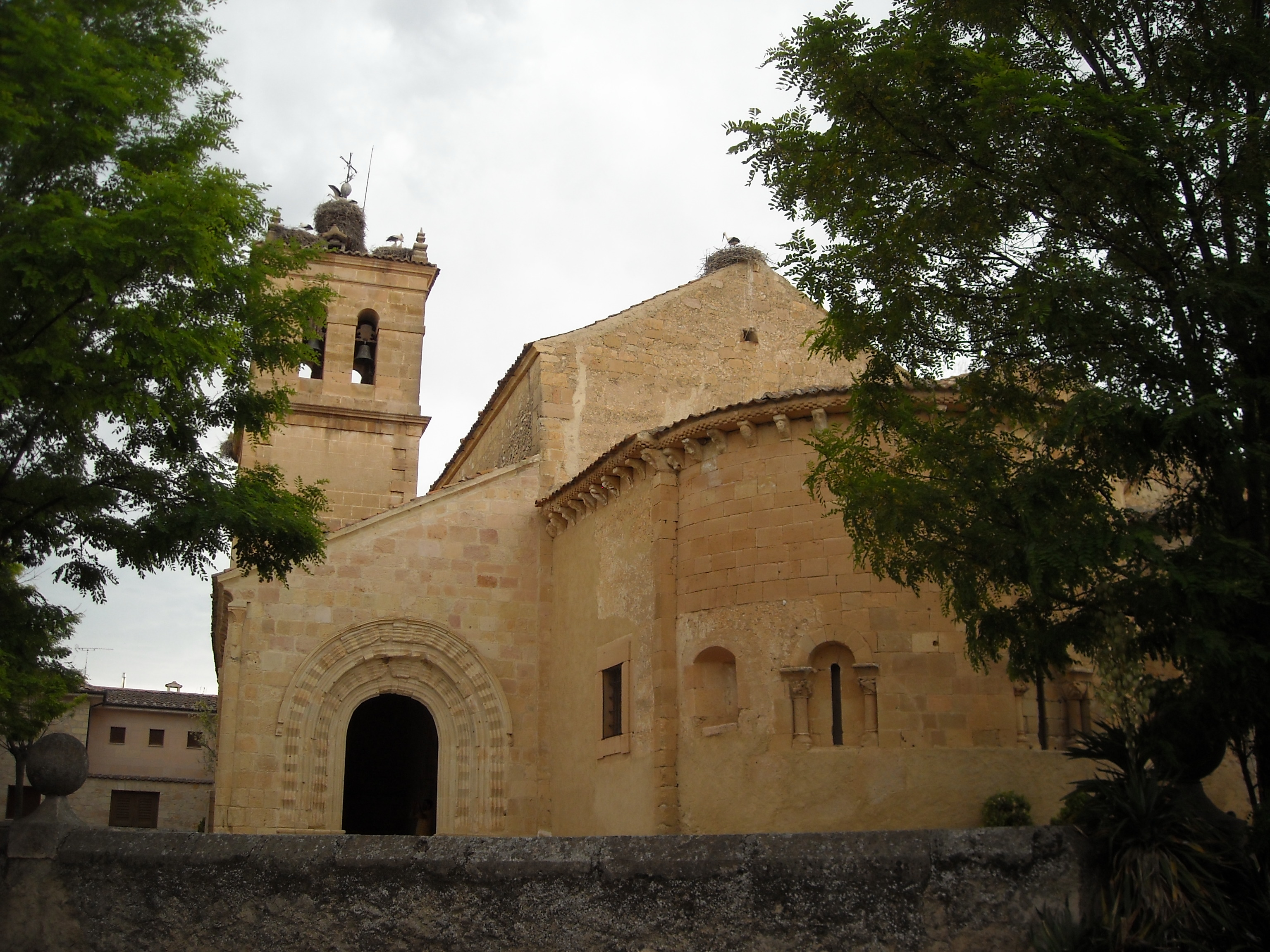
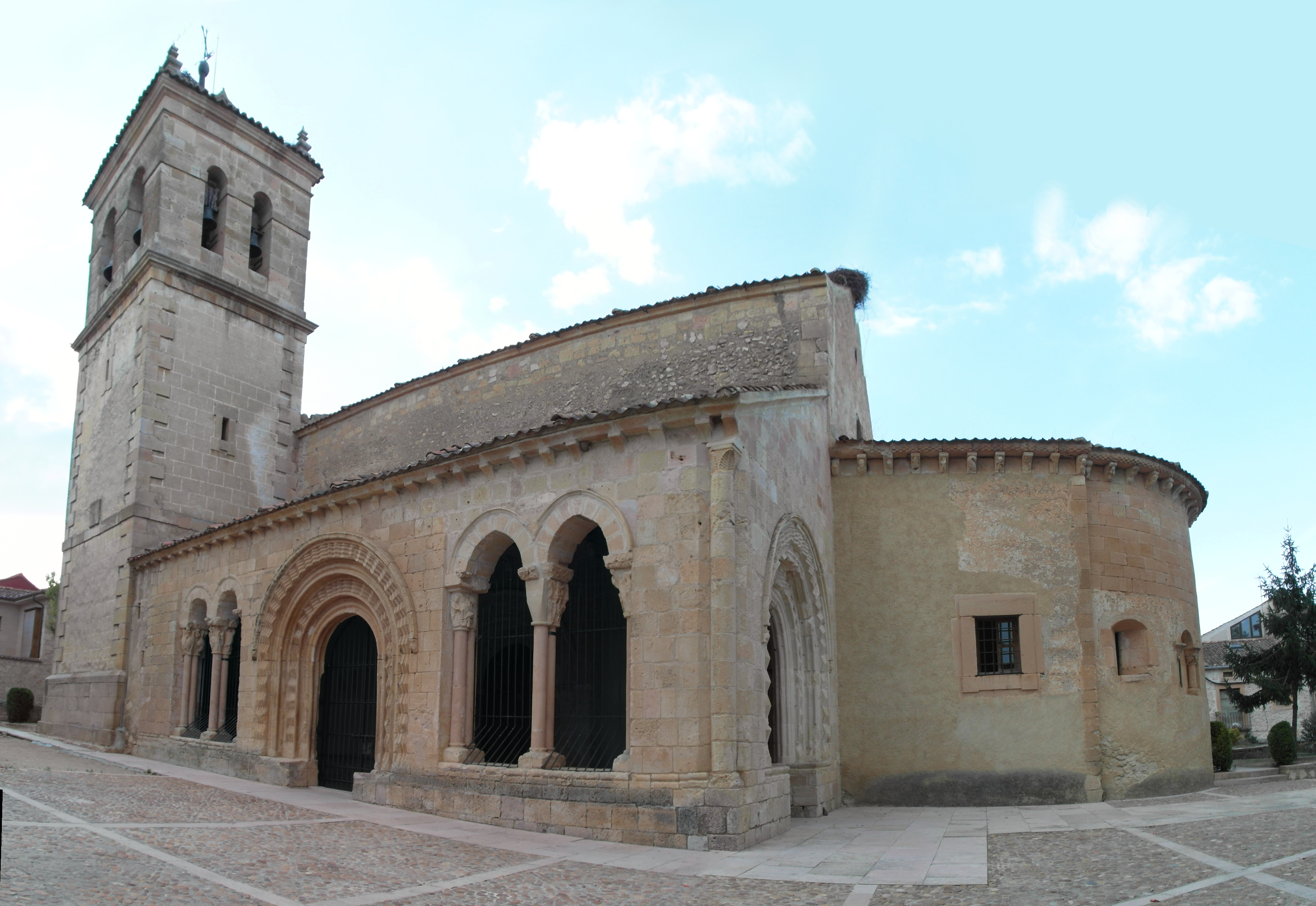
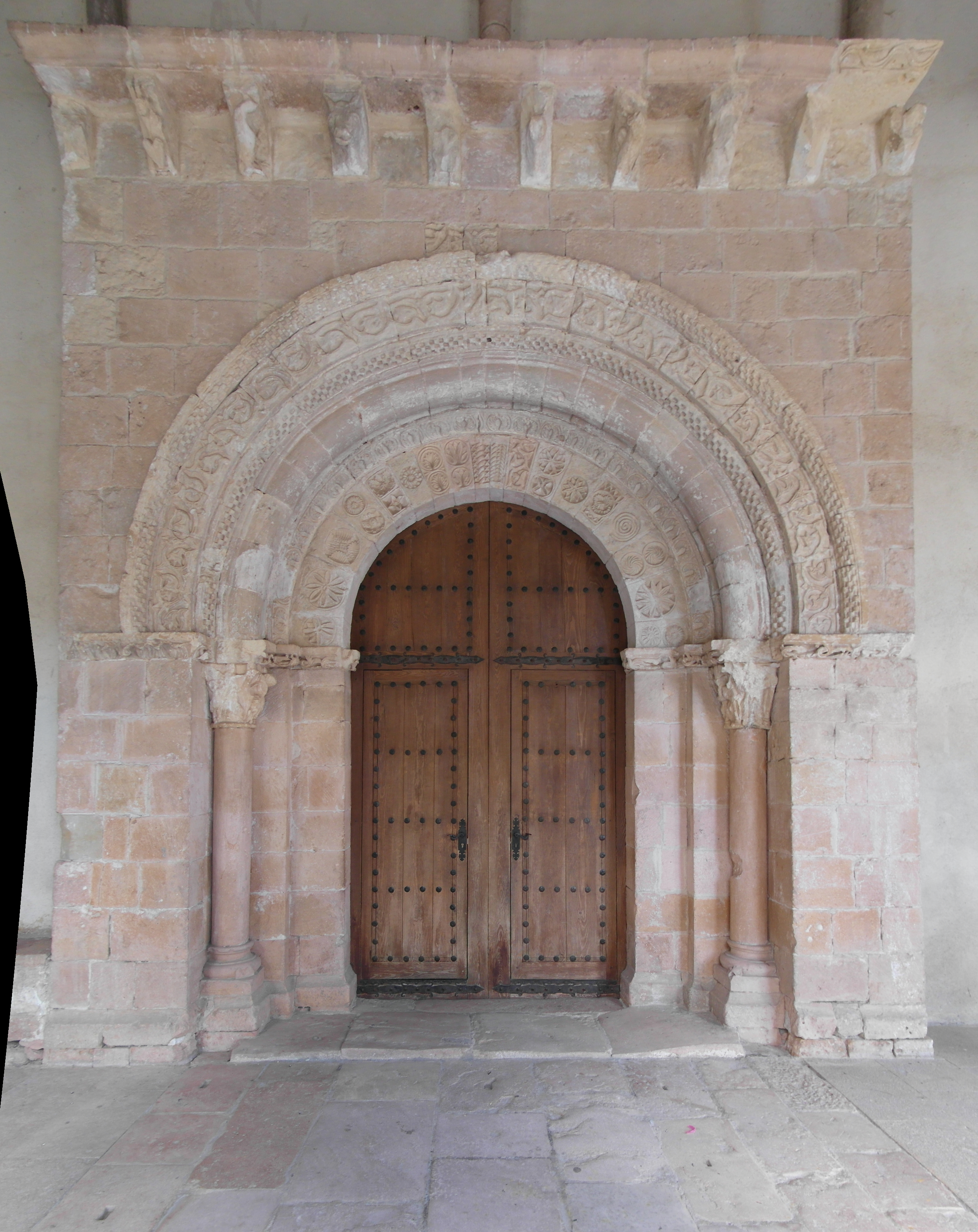
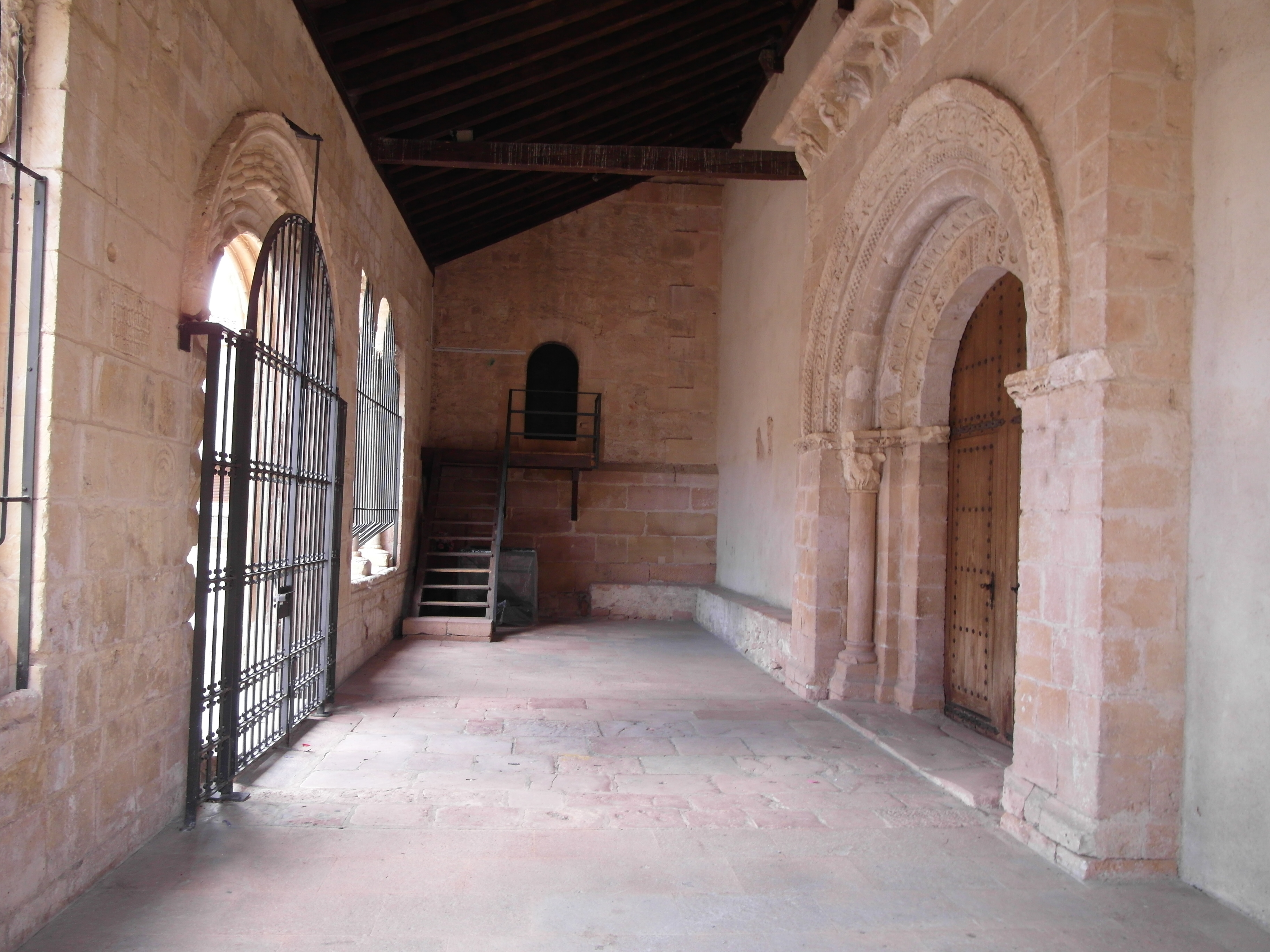